# Schlacht von Brunete
Gijón –
Oviedo –
Alcázar von Toledo –
Mérida –
Badajoz –
Guipúzcoa –
Mallorca –
Sierra Guadalupe –
Talavera de la Reina –
Madrid –
Straße nach Coruña –
Málaga –
Jarama –
Guadalajara –
Krieg im Norden (Durango, Guernica, Santander) –
Brunete –
Belchite –
Teruel –
Cabo de Palos –
Aragon –
Ebro –
Katalonien
Die Schlacht von Brunete fand während des Spanischen Bürgerkriegs 25 km westlich von Madrid zwischen dem 6. und 25. Juli 1937 statt. Es handelt sich um eine fehlgeschlagene Offensive seitens der republikanischen Volksarmee gegen die Nationalisten, die mit großen Verlusten verbunden war.

## Vorgeschichte

Die DDR-Briefmarke von 1966 zeigt Heinrich Rau und den Vorbeimarsch von Mitgliedern der Internationalen Brigaden nach der Schlacht von Brunete

Nach dem Fall von Bilbao am 19. Juni gelangte der republikanische Generalstab zu der Überzeugung, dass mit einem Angriff auf Brunete der nationalistische Druck auf Kantabrien und Madrid verringert werden könnte und es den fliehenden republikanischen Truppen so ermöglicht würde, sich neu zu organisieren.
Brunete wurde auch ausgewählt, weil die Stadt an der Straße Richtung Extremadura lag und deren Verlust es den Nationalisten erschweren würde, ihre Truppen, die Madrid belagerten, zu versorgen.
Es spielten jedoch auch politische Gründe eine Rolle. Die Kommunisten wollten mit der Offensive den Sowjets beweisen, dass sie in der Lage waren, selbst die Initiative zu ergreifen. Die sowjetischen Berater drängten bereits seit Frühling 1937 auf einen Angriff auf Brunete.
Die Rüstungslieferungen aus der Sowjetunion waren bereits, auf Grund der Blockade der republikanischen Häfen durch die Nationalisten, zurückgegangen. Premierminister Juan Negrín war gezwungen, den französischen Premier Camille Chautemps zu überzeugen, dass die Zweite Spanische Republik nach dem Verlust von Bilbao und Málaga noch militärisch handlungsfähig war.
Die Republikaner gingen davon aus, dass ein Erfolg bei Brunete die Franzosen dazu bringen würde, die Grenzen wieder zu öffnen.

## Die Beteiligten

### Republikaner
General Miaja befehligte zwei Armeeabteilungen, mit etwa 80.000 Soldaten.
- V. Armeekorps unter dem Befehl von Oberst Juan Modesto:
  - 11. Division, unter Enrique Líster.
  - 35. Division, unter Karol Świerczewski (aka General Walter).
  - 46. Division, unter Valentín González (aka El Campesino).
- XVIII. Armeekorps zuerst unter dem Befehl von Oberst Enrique Jurado und später von Segismundo Casado:
  - 10. Division, unter Major José Maria Enciso.
  - 15. Division, unter Oberst János „Gal“ Gálicz.
  - 34. Division, unter Oberst Francisco Galán.

Als Reserve stand die 14. Division, unter Cipriano Mera, die 45. Division unter General Kléber und die 69. Division unter Gustavo Doran zur Verfügung.

### Nationalisten
Die nationalistische Armee stand unter dem Befehl von General Andrés Saliquet Zumeta. Den Oberbefehl über die Kämpfe hatte jedoch General José Enrique Varela Iglesias.
- 7. Armeekorps unter Varela bestand aus:
  - 71. Division, unter Oberst Ricardo Serrador Santés. Die Division bestand hauptsächlich aus Falangisten und etwa 1.000 marokkanischen Regulares.
- 1. Armeekorps unter dem Befehl von Oberst Juan Yagüe bestand aus:
  - 11. Division, unter General José Iruretagoyena Solchaga.
  - 12. Division, unter General Carlos Asensio Cabanillas.
  - 13. Division, unter General Fernando Barrón Ortiz.
  - 14. Division, unter Oberst Juan Yagüe.

Dazu kamen noch die 150. Division unter General Sáenz de Buruaga, die 4. Navarra-Brigade unter Oberst Juan Bautista Sánchez und die 5. Navarra-Brigade unter Oberst Alonso Vega.
Die im Norden liegenden Einheiten der deutschen Legion Condor verlegten unmittelbar nach dem Beginn der republikanischen Offensive auf frontnähere Flugplätze. Hierzu zählten Ávila, Escalona del Prado, Salamanca-Matacán und Villa del Prado.

## Republikanische Offensive

### 6. Juli
Am frühen Morgen des 6. Juli begann ein halbstündiges Bombardement der Stellungen der 71. Division durch die Republikaner. Unmittelbar nach dem Beschuss griff die 11. Division unter Líster an und konnte 8 km vorrücken und Brunete einschließen. Die nationalistischen Truppen dort waren vollkommen überrumpelt und am Mittag fiel die Stadt in die Hände der Republikaner.
Die republikanischen Vorstöße auf den Flanken von Listers 11. Division, durch die 34. und 46. Division, stießen jedoch auf erbitterten Widerstand der Nationalisten, weshalb Lister seinen Vormarsch südlich von Brunete stoppte.
Die Nationalisten übergaben den Oberbefehl über ihre Truppen an General Varela.
Am Abend trafen die 12., 13., 150. Division und die Legion Condor an der Front ein.

### 7. Juli
Die 15. Division steckte bei Villanueva de la Cañada fest, bis es dem britischen Bataillon der XV. Internationalen Brigaden gelang, die Nationalisten aus dem Dorf zu vertreiben. Die Nationalisten in den angrenzenden Dörfern von Villanueva del Pardillo und Villafranca del Castillo kämpften jedoch weiter.
Um es der 15. Division auf der republikanischen linken Flanke zu ermöglichen, weiter Richtung Boadilla vorzustoßen, griff die 10. Division die 12. Division von Asensio bei den Mocha-Anhöhen an. Die Nationalisten wurden zurückgedrängt und zogen sich bis zu den Hügeln vor Boadilla zurück.

### 8. und 9. Juli
Nachdem die 15. Division am 8. Juli den Fluss Guadarrama überquert hatte, griff sie während zwei Tagen die von der 12. Division verteidigten und neu befestigten Stellungen an. Alle Angriffe wurden abgewehrt und kam es doch einmal zu einem Geländegewinn, wurde dieser von einem nationalistischen Gegenangriff gleich wieder zunichtegemacht.
Der republikanische Angriff auf der rechten Flanke von Lister kam beim Dorf Quijorna zum Stehen und Modesto befahl der 35. Division, die 46. Division von El Campesino zu unterstützen. Eigentlich sah der Plan vor, dass die 35. Division den Angriff im Zentrum unterstützen sollte. Da nun jedoch die 35. Division im Zentrum fehlte, war es Lister unmöglich weiter vorzudringen. Am Morgen des 9. Juli gelang es, die letzten Nationalisten aus Quijorna zu vertreiben.

### 10. bis 11. Juli
Villafranca del Castillo wurde nun langsam von Encisos 10. Division und Klébers 45. Division eingeschlossen. Oberst Jurado hatte den Plan am 11. Juli das Dorf anzugreifen. Er erkrankte jedoch und wurde durch Oberst Casado ersetzt.
Casado wollte den Befehl für den Angriff nicht ausführen, da seine Soldaten erschöpft und demoralisiert waren, aber General Miaja bestand auf dem ursprünglichen Plan. Es gelang den Republikanern, die nationalistischen Besatzung von Villafranca del Castillo einzuschließen, und General Varela war gezwungen, die 5. Navarra-Brigade zur Rettung zu schicken. Die Ankunft der Navarra-Brigade brachte die Wende und die Republikaner mussten sich über den Fluss Guadarrama zurückziehen.
Der einzige Lichtblick für die Republikaner war die Eroberung von Villanueva del Pardillo am 11. Juli durch die XII. Internationale Brigade der 69. Division von Durán.

### 12. bis 17. Juli
Die republikanische Offensive kam endgültig zum Stehen und Miaja befahl am 15. Juli das Ende der Angriffe. Zu diesem Zeitpunkt hielten die Republikaner Brunete und hatten die Straße Richtung Extremadura abgeschnitten. Major George Nathan der XV. Internationalen Brigade wurde durch Bombensplitter getötet.
Die Nationalisten hatten verhindert, dass ihre Truppen, die Madrid belagerten, abgeschnitten wurden und die in der Zwischenzeit eingetroffene Verstärkung ermöglichte es ihnen, ihren Gegenangriff vorzubereiten.
Die Republikaner begannen, sich einzugraben, und bereiteten sich auf den erwarteten Gegenangriff vor.

## Nationalistischer Gegenangriff

### 18. bis 23. Juli
Der Gegenangriff wurde von General Varela geplant und sollte am Jahrestag des Beginns des Bürgerkriegs am 18. Juli beginnen. Die Republikaner waren jedoch auf den Angriff vorbereitet und es gelangen keine substanziellen Geländegewinne bis zum 23. Juli.

### 24. Juli
Am 24. Juli gelang es den Nationalisten endlich, durch die feindlichen Linien zu brechen. Die 13. Division unter General Barrón griff im Zentrum mit Hilfe von deutschen Panzern an und zwang die republikanische 11. Division, sich aus Brunete zurückzuziehen, nur der Friedhof der Stadt verblieb in republikanischer Hand.

### 25. Juli
Ein Gegenangriff der Republikaner der 14. republikanischen Division unter dem Befehl von Cipriano Mera auf Brunete wurde zurückgeschlagen und Listers 11. Division wurde von dem Friedhof abgezogen. Franco befahl Varela, seinen Angriff einzustellen, damit die Nationalisten die Republikaner im Norden bei Santander endgültig besiegen konnten. Franco wählte aus propagandistischen Gründen den 25. Juli als Tag des Hl. Jakob, des Schutzpatrons Spaniens, für die Einstellung der Gegenangriffe und nahm den Sieg unter diesem Vorzeichen in Anspruch.

## Folgen
Am Ende der Schlacht war der Versuch der Republikaner fehlgeschlagen, die Straße Richtung Extremadura zu besetzen. Sie hielten jedoch noch Villanueva de la Cañada, Quijorna und Villanueva del Pardillo. Aus dieser Perspektive sahen sich beide Parteien als Sieger.
Die Verluste an Menschen und Material waren jedoch auf republikanischer Seite erheblich höher. Die republikanische Armee verlor viel unersetzliches Material und so viele ihrer besten Soldaten in den Internationalen Brigaden, dass der Ausgang der Schlacht als strategischer Sieg der Nationalisten angesehen werden kann.
Politisch verloren die Kommunisten viel von ihrem Ansehen, da die Offensive nicht verhindern konnte, dass der Norden Spaniens verloren ging. Dazu kam, dass sich nun viele der Internationalen Brigaden weigerten, wieder an die Front zu gehen. Die Regierung musste die Guardia de Asalto einsetzen, um die Ordnung wiederherzustellen. Um das Versagen der sowjetischen Berater zu vertuschen, wurde die Schuld für die Niederlage „trotzkistischen Verrätern“ und „faschistischen Spionen“ in die Schuhe geschoben. Hunderte republikanische Soldaten, darunter auch viele Interbrigadisten, wurden aufgrund dieser Vorwürfe kurzerhand liquidiert.
Durch den sehr erfolgreichen Einsatz der Legion Condor erhielt Deutschland von Franco besondere Wirtschaftskonzessionen.